# Kiattisak Toopkhuntod
Kiattisak Toopkhuntod (tiếng Thái: กิตติศักดิ์ ธูปขุนทด, sinh ngày 19 tháng 2 năm 1995), là một cầu thủ bóng đá người Thái Lan thi đấu ở vị trí Hậu vệ cho câu lạc bộ Giải bóng đá Ngoại hạng Thái Lan Sukhothai.

## Danh hiệu

### Quốc tế
U-23 Thái Lan
- Dubai Cup (1):  2017